# Tichomir Iwanow
Tichomir Iwajlo Iwanow (bulgarisch Тихомир Ивайло Иванов, engl. Transkription Tihomir Ivanov; * 11. Juli 1994 in Plewen) ist ein bulgarischer Leichtathlet, der sich auf den Hochsprung spezialisiert hat.

## Sportliche Laufbahn
Erste internationale Erfahrungen sammelte Tichomir Iwanow beim Europäischen Olympischen Jugendfestival 2011 in Trabzon, bei denen er mit übersprungenen 2,00 m den siebten Platz belegte. 2013 belegte er bei den Junioreneuropameisterschaften in Rieti mit 2,10 m den zwölften Platz und 2014 wurde er bei den Europameisterschaften in Zürich mit einer Höhe von 2,26 m Siebter. Im Jahr darauf schied er bei den Halleneuropameisterschaften in Prag mit 2,24 m in der Qualifikation aus und bei den U23-Europameisterschaften in Tallinn belegte er mit 2,18 m den siebten Platz. 2016 gelangte er bei den Europameisterschaften in Amsterdam mit 2,24 m auf den fünften Platz und qualifizierte sich auch für die Olympischen Spiele in Rio de Janeiro, bei denen er mit 2,29 m im Finale den zehnten Rang erreichte.
2017 wurde er bei den Halleneuropameisterschaften in Belgrad mit einer Höhe von 2,27 m Vierter und im August gelangte er bei den Weltmeisterschaften in London bis in das Finale, konnte dort verletzungsbedingt aber die Einstiegshöhe nicht überqueren. Im Jahr darauf klassierte er sich bei den Hallenweltmeisterschaften in Birmingham mit 2,20 m auf dem neunten Platz und verpasste verletzungsbedingt die restliche Saison. 2019 wurde er bei den Halleneuropameisterschaften in Glasgow mit übersprungenen 2,22 m Vierter und anschließend siegte er bei der Sommer-Universiade in Neapel mit 2,30 m. Zuvor gewann er bei den Europaspielen in Minsk mit 2,26 m die Silbermedaille. Er nahm auch wieder an den Weltmeisterschaften in Doha teil, scheiterte dort aber mit 2,26 m in der Qualifikation. 2020 gewann er bei den Balkan-Hallenmeisterschaften in Istanbul mit einer Höhe von 2,18 m die Silbermedaille und im Jahr darauf siegte er bei den Balkan-Hallenmeisterschaften ebendort mit 2,25 m. Anschließend schied er bei den Halleneuropameisterschaften in Toruń mit 2,16 m in der Qualifikation aus. Ende Juni wurde er dann bei den Balkan-Meisterschaften in Smederevo mit 2,13 m Fünfter und schied dann bei den Olympischen Spielen in Tokio mit 2,17 m in der Qualifikationsrunde aus.
2022 siegte er mit übersprungenen 2,21 m bei den Balkan-Meisterschaften in Craiova und anschließend belegte er bei den Europameisterschaften in München mit 2,18 m den achten Platz. Im Jahr darauf schied er bei den Halleneuropameisterschaften in Istanbul mit 2,14 m in der Qualifikationsrunde aus. Im Juni wurde er bei der 2. Liga der Team-Europameisterschaft im Rahmen der Europaspiele in Chorzów mit 2,24 m Erster und gewann anschließend mit 2,25 m die Silbermedaille bei den Balkan-Meisterschaften in Kraljevo die Silbermedaille hinter dem Türken Alperen Acet. Im August schied er dann bei den Weltmeisterschaften in Budapest mit 2,18 m in der Qualifikationsrunde aus. 2024 gewann er bei den Balkan-Meisterschaften in Izmir mit 2,15 m die Bronzemedaille hinter dem Ukrainer Wladyslaw Lawskyj und Andonis Merlos aus Griechenland und kurz darauf wurde er bei den Europameisterschaften in Rom mit 2,22 m Sechster. Im August gelangte er bei den Olympischen Sommerspielen in Paris mit 2,27 m im Finale auf den achten Platz. Im Jahr darauf gewann er bei den Balkan-Hallenmeisterschaften in Belgrad mit 2,19 m die Silbermedaille hinter dem Ukrainer Wadym Krawtschuk und anschließend schied er bei den Halleneuropameisterschaften in Apeldoorn mit 2,18 m in der Vorrunde aus. Ende Juni wurde er bei der 2. Liga der Team-Europameisterschaft in Maribor mit 2,16 m Vierter, ehe er bei den Balkan-Meisterschaften in Volos mit 2,19 m die Goldmedaille gewann.
In den Jahren von 2015 bis 2017 sowie von 2019 bis 2025 wurde Iwanow bulgarischer Meister im Hochsprung im Freien sowie von 2014 bis 2021 und 2023 auch in der Halle.